# Belle Vale (West Midlands)
Belle Vale – dzielnica w Halesowen, w West Midlands, w dystrykcie metropolitalnym Dudley w Anglii. W 2011 miejscowość liczyła 13 484 mieszkańców.